# ژوائو پائولو فرناندو مارانگون
ژوائو پائولو فرناندو مارانگون (به پرتغالی: João Paulo Fernando Marangon) هافبک اهل برزیل است که در شهر Morungaba، ایالت سائوپائولو و در تاریخ ۱۷ مارس ۱۹۸۹ به دنیا آمده‌است.
ژوائو پائولو فرناندو مارانگون در تیم‌های فوتبال آ. اس. رم سابقهٔ حضور دارد.